# Blue Angel (actriz porno)
Vivien Tòth (Miskolc, Borsod-Abaúj-Zemplén; 21 de junio de 1988), más conocida como Blue Angel, es una actriz pornográfica y modelo erótica húngara.

## Carrera
Nacida en Miskolc, Hungría. Vivien comenzó su carrera en la industria del entretenimiento para adultos en 2007 a los 18 años de edad, y desde entonces ha aparecido en más de 700 películas pornográficas.

## Premios y nominaciones
| Año  | Premio             | Resultado | Categoría                                           | Trabajo                    |
| ---- | ------------------ | --------- | --------------------------------------------------- | -------------------------- |
| 2008 | Premios Eroticline | Nominada  | Mejor debutante (Europa)                            | —                          |
| 2009 | Premios AVN        | Nominada  | Artista femenina extranjera del año                 | —                          |
| 2009 | Premios AVN        | Nominada  | Mejor escena de sexo en una producción extranjera   | Hell Is Where the Party Is |
| 2009 | Premios Erotixxx   | Nominada  | Estrella porno del año                              | —                          |
| 2009 | Premios Hot d'Or   | Nominada  | Mejor estrella joven europea                        | —                          |
| 2010 | Miss FreeOnes      | Nominada  | Miss FreeOnes                                       | —                          |
| 2010 | Premios AVN        | Nominada  | Artista femenina extranjera del año                 | —                          |
| 2010 | Premios AVN        | Nominada  | Mejor escena de sexo en una producción extranjera   | Rocco: Puppet Master 3     |
| 2010 | Premios Viv Thomas | Nominada  | Nena del año                                        | —                          |
| 2011 | Miss FreeOnes      | Nominada  | Mejor nena europea                                  | —                          |
| 2011 | Miss FreeOnes      | Nominada  | Mejor sitio oficial                                 | blueangellive.com          |
| 2011 | Premios AVN        | Nominada  | Artista femenina extranjera del año                 | —                          |
| 2011 | Premios Galaxy     | Nominada  | Prenominados de Europa: Mejor diseño web            | blueangellive.com          |
| 2011 | Premios Galaxy     | Nominada  | Prenominados de Europa: Mejor escena                | Blue Angel Interracial     |
| 2011 | Premios Galaxy     | Nominada  | Prenominados de Europa: Mejor intérprete femenina   | —                          |
| 2011 | Premios Galaxy     | Nominada  | Prenominados de Europa: Mejor sitio web personal    | blueangellive.com          |
| 2011 | Premios Viv Thomas | Nominada  | Nena del año                                        | —                          |
| 2011 | Premios XBIZ       | Nominada  | Artista femenina extranjera del año                 | —                          |
| 2012 | Premios AVN        | Nominada  | Artista femenina extranjera del año                 | —                          |
| 2012 | Premios Galaxy     | Nominada  | Prenominados de Europa: Mejor escena de chica/chica | Jo and Blue Angel          |
| 2012 | Premios Galaxy     | Nominada  | Prenominados de Europa: Mejor intérprete femenina   | —                          |
| 2012 | Premios Galaxy     | Nominada  | Prenominados de Europa: Mejor sitio web personal    | blueangellive.com          |
| 2013 | Miss FreeOnes      | Nominada  | Mejor nena europea                                  | —                          |
| 2013 | Miss FreeOnes      | Nominada  | Miss FreeOnes                                       | —                          |
| 2013 | Premios XBIZ       | Nominada  | Artista femenina extranjera del año                 | —                          |
| 2014 | Miss FreeOnes      | Nominada  | Miss FreeOnes                                       | —                          |